# From Me to You
From Me to You é uma canção escrita por John Lennon e Paul McCartney enquanto viajavam em uma turnê de ônibus, lançada pelos The Beatles como um single em 1963. Foi o primeiro single dos Beatles a atingir o primeiro lugar em algumas das paradas britânicas, mas não teve muito sucesso nos Estados Unidos, chegando apenas ao número 41 no seu segundo lançamento em 1964.

## Formação
De acordo com Ian MacDonald:
- John Lennon – vocal, guitarra rítmica, harmônica
- Paul McCartney – vocal, baixo
- George Harrison – guitarra solo
- Ringo Starr – bateria